# Benjamin Collet
Pour les articles homonymes, voir Collet.
Pas d'image ? Cliquez ici

a Compétitions nationales et continentales officielles uniquement.

Dernière mise à jour le 24 janvier 2024.
Benjamin Collet, né le 11 avril 1989, est un joueur français de rugby à XV évoluant au poste de troisième ligne aile.

## Palmarès
- Champion de France de Pro D2 en 2019 avec l'Aviron bayonnais.